# Екатеріна Оанча
Екатеріна Оанча (25 березня 1954 — 3 грудня 2024) — румунська академічна веслувальниця.
Олімпійська чемпіонка 1984 року в складі парної четвірки зі стерновою, срібна призерка 1988 року в складі вісімки, бронзова призерка 1988 року в складі розпашної четвірки зі стерновою.
Чемпіонка світу 1987 (вісімки), 1987 (розпашні четвірки зі стерновою), 1989 (вісімки) років, бронзова призерка 1981 (парні четвірки зі стерновою), 1985 (вісімки) років.